# Grande armata danese
La grande armata danese, o la grande armata vichinga, conosciuta dagli anglosassoni come la grande armata pagana (in anglosassone: mycel hæðen here), è stata una coalizione di guerrieri norreni, originata in Danimarca ma comprendente truppe della Norvegia e della Svezia, che si unirono per invadere i quattro regni anglosassoni che costituivano l'Inghilterra nell'anno 865.
Dal tardo VIII secolo, i vichinghi avevano partecipato perlopiù a incursioni "mordi e fuggi" su centri di ricchezza come i monasteri. La grande armata danese si distingueva da queste incursioni perché molto più grande e radunata allo specifico scopo di occupare e conquistare grandi territori.
Il termine Great Heathen Army viene dalla Cronaca anglosassone del 865. Secondo la leggenda l'armata era guidata da quattro dei cinque figli di Ragnarr Loðbrók, ovvero Hvítserkr, Ivar Senz'Ossa, Bjorn Fianco di Ferro e Ubbe. Le campagne di invasione e conquista contro i regni anglosassoni ebbero una durata complessiva di 14 anni. Le fonti che sono arrivate a noi non danno indicazioni certe sul numero dei guerrieri, ma era tra le forze più grandi del suo genere.

## Storia

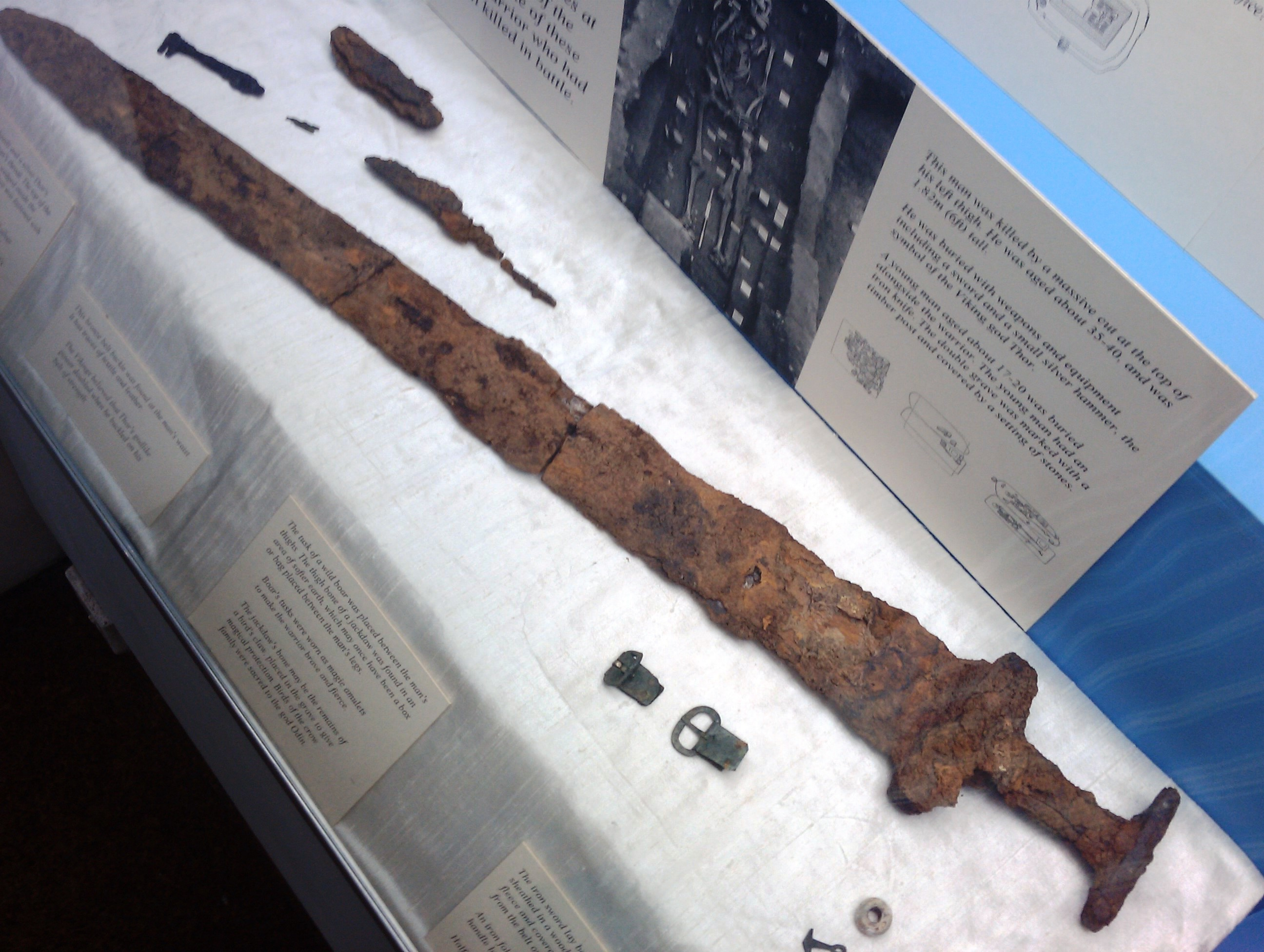
Spada di un vichingo sepolto a Repton in Mercia - Derby Museum and Art Gallery.

L'origine di questa armata risiederebbe nella banda di guerrieri vichinghi che attaccò Parigi nell'845, forse guidata dal leggendario vichingo Ragnarr Loðbrók. Rimasero poi in questa regione per alcuni anni e devastando più volte Rouen e altre città più piccole, favoriti in questo dalla scarsezza delle loro difese.
Dopo aver terrorizzato il continente, l'armata giunse in Inghilterra nell'865, sbarcando nell'Anglia orientale. Sotto il comando di Ívarr Ragnarsson, Halfdan, Ubbe e Bjorn Fianco Di Ferro, per conquistare e colonizzare l'Inghilterra. Quest'azione sarebbe stata, secondo le saghe norrene, la risposta all'uccisione del loro padre, Ragnarr Loðbrók (omonimo del precedente che assediò Parigi o forse la stessa persona, la affidabilità delle fonti è contestata), per mano del re Aelle II di Northumbria nell'865.

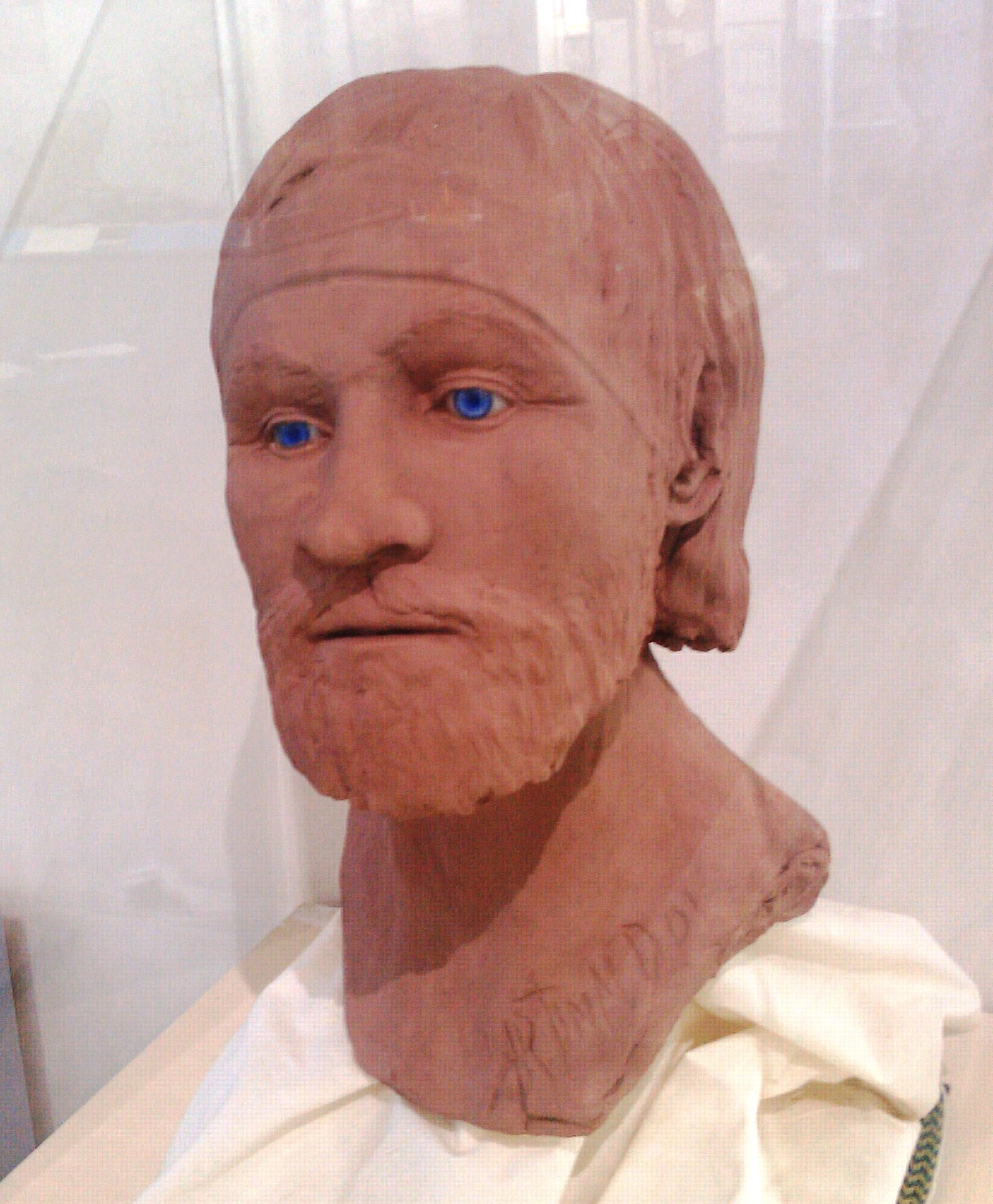
Ricostruzione di un vichingo sepolto a Repton, in Mercia.

Alla fine dell'866 l'Armata conquistò il regno di Northumbria, e successivamente nell'870 il regno dell'Anglia orientale. Nell'871 una nuova armata (chiamata la Grande armata estiva) giunse dalla Scandinavia guidata da Bagsecg. Con questi rinforzi gli invasori riuscirono a conquistare nell'874 la Mercia. Prova della loro permanenza nel Derbyshire sono una fossa per 250 persone a Repton e varie decine di tumuli di cremazioni localizzati presso la vicina Ingleby, nella località di Heath Wood. Nello stesso anno un numero considerevole di essi si stabilì nei territori conquistati, seguita da un altro gruppo nell'877 (a testimonianza di questo passaggio nel 1985 il canale televisivi britannico BBC mandò in onda un programma televisivo intitolato Blood of the Vikings: per l'occasione dal teschio di un vichingo trovato sepolto a Rapton venne eseguita una ricostruzione facciale, che oggi si trova nel Derby Museum and Art Gallery vicino alla spada dello stesso guerriero).
Halfdan mosse verso nord e attaccò i Pitti, mentre Guthrum si impose come signore della guerra nel sud: Guthrum e i suoi uomini applicavano l'abituale strategia danese di occupare una città fortificata e cercare poi di ottenere un vantaggioso trattato di pace, in genere l'offerta di denaro in cambio della promessa di abbandonare immediatamente il regno. Nell'876 i due, unite le forze, vinsero la battaglia di Wareham. Tuttavia, Alfredo il Grande combatté e sconfisse l'armata a Ethandun nell'878: gli uomini di Alfredo formarono una cortina di scudi, simile alla testuggine utilizzata dalle legioni romane, e questo consentì un vantaggio tattico tale da garantire la vittoria ai Sassoni, se pur con fatica. I Danesi si ritirarono verso quello che poi divenne il Danelaw, arrendendosi a Chippenham dopo un assedio di 14 giorni: allo scontro seguì il Trattato di Wedmore che prevedeva anche l'offerta di Guthrum di farsi battezzare con Alfredo come padrino. Dopo Ethandun, i danesi furono confinati nel Danelaw, mentre il Wessex, l'ultimo regno anglosassone rimasto indipendente, fu liberato dalla loro minaccia, cominciando una politica espansionistica che avrebbe portato alla riunificazione dell'Inghilterra sotto Atelstano d'Inghilterra, il nipote di Alfredo, nonché primo effettivo re d'Inghilterra.
I coloni che erano giunti con l'armata diedero vita al regno di Jórvík (l'odierna York), che, con alcune interruzioni, sopravvisse fino agli anni cinquanta del X secolo.

## Composizione
A differenza di molti degli altri eserciti scandinavi che effettuarono incursioni nel periodo, le fonti d'epoca sopravvissute non danno alcuna indicazione sull'entità dell'esercito, ma era chiaramente tra le maggiori forze del suo genere, costituita quindi da un numero di navi che raggiungeva il centinaio, e molte migliaia di uomini.
Comprendeva diverse migliaia di guerrieri, divisi in piccoli gruppi che di rado avrebbero combattuto insieme e spesso combatterono gli uni contro gli altri. Il termine di Grande armata danese fu usato per la prima volta dalla Cronaca anglosassone, che riporta la maggior parte dei fatti conosciuti su questo esercito.

### Annotazioni

Una mappa che illustra i percorsi intrapresi dalla grande armata danese dall'865 fino all'878

1. ↑  La Cronaca anglosassone chiama i vichinghi danesi, pagani o norreni. Tuttavia non è detto che si trattassero solamente di danesi dato che potevano anche essere provenienti dalla Svezia, dalla Norvegia e dalla Frisia.[1]
2. ↑  Lo storico danese Saxo Grammaticus dà a Ragnar non meno di 10 figli; tuttavia, la Cronaca anglosassone dice che solo tre presero parte all'invasione. È probabile che le saghe di Ragnar e dei suoi figli, sebbene con fondamenta storiche, siano un'invenzione letteraria.[4][5] Il fondamento storico può essere trovato più probabilmente nelle cronache inglesi e francesi.[5]